# كاسبر كريستنسن (لاعب كرة قدم)
كاسبر كريستنسن (بالدنماركية: Kasper Kristensen)‏ هو لاعب كرة قدم دنماركي في مركز حراسة المرمى، ولد في 4 أغسطس 1999 في آرهوس في الدنمارك. لعب مع آرهوس جمناستيك فورينينغ.